# Герб Добропільського району
Герб Добропільського райо́ну — офіційний символ Добропільського району Донецької області, затверджений рішенням №XXII/12-20 сесії районної ради від 19 березня 1997 року.

## Опис
Щит скошений справа зеленим і лазуровим. На першій частині золотий хлібний сніп, обтяжений двома чорними молотками, покладеними в косий хрест. На другій частині зображення золотого колодязя з журавлем (у честь легендарної криниці в селі Золотий Колодязь). Щит обрамлений вінком з квітів мальви, перевитим лазуровою стрічкою з написом «Добропільський район».
Комп'ютерна графіка — В. М. Напиткін, К. М. Богатов.